# Chiesa di San Michele Arcangelo (Certosa di Pavia)
La chiesa di San Michele Arcangelo è la parrocchiale di Torre del Mangano, frazione e sede comunale di Certosa di Pavia. Appartiene al vicariato V  della diocesi di Pavia e risale al XV secolo.

## Storia
La prima citazione che riguarda la parrocchia, legata al toponimo di Torre del Mangano, è rintracciabile nei documenti ecclesiastici relativi alla visita pastorale del 1460 compiuta da Amicus de Fossulanis. In tali atti fu descritta come appartenente alla circoscrizione plebana di San Genesio.
In origine il primitivo luogo di culto fu costruito vicino al torrione visconteo, nella seconda metà del XV secolo. Fu un oratorio sussidiario della sopra ricordata pieve dedicata a san Genesio che ebbe dignità di parrocchia dal XVI secolo. Dell'antico edificio rimane solo la parte poi utilizzata per la zona dell'altare maggiore.
In una visita pastorale successiva che il vescovo titolare di Cesarea di Bitinia Angelo Peruzzi effettuò nella diocesi di Pavia nel 1576 risultò che la parrocchia apparteneva al vicariato di Mirabello.
Nei primi anni del XVIII secolo la popolazione locale incrementò notevolmente e fu necessario pensare ad un tempio di maggiori dimensioni, inoltre la chiesetta primitiva versava in condizioni critiche e necessitava di restauri. Si giunse così alla decisione che portò alla demolizione dell'edificio precedente per poter erigere, sullo stesso sito, il nuovo luogo di culto. Il cantiere venne aperto il 29 settembre 1702.
Attorno alla fine del secolo, quando ormai l'edificio era da tempo ultimato, la parrocchia di San Michele venne registrata come detentrice di fondi agrari per 2 pertiche e nel 1792 il patronato parrocchiale consisteva di 379 lire.
All'inizio del XIX secolo risultò che esisteva un'altra chiesa, sussidiaria della parrocchiale di San Michele Arcangelo, e che questa era affidata ai padri carmelitani scalzi.
Nel 1898 il vescovo di Pavia Agostino Gaetano Riboldi attestò la presenza nella parrocchia di varie associazioni e confraternite, alcune dedicate alla Sacra Famiglia, al Santo Rosario, al Santissimo Sacramento, a san Luigi Gonzaga e ad altre finalità legate al culto.
A partire dal XX secolo la chiesa con la sua parrocchia entrò nel vicariato di Certosa-Binasco. Dal 25 ottobre 1989 il vescovo di Pavia Giovanni Volta l'ha inserita nel vicariato V.
Nel secondo decennio del XXI secolo la chiesa è stata sottoposta ad un intervento di restauro conservativo.

## Descrizione

### Esterno
La chiesa si trova nel centro abitato di Torre del Mangano e presenta orientamento verso est. Il prospetto principale, rifinito ad intonaco, è suddiviso su due ordini. In quello inferiore si trova il portale maggiore al centro e due grandi nicchie sono poste lateralmente con statue. La parte superiore è coronata da un frontone triangolare. Le fiancate laterali ospitano quattro grandi finestre che portano luce nella navata.
Non esiste la torre campanaria poiché dopo l'inizio della sua costruzione, nel 1927, i lavori vennero interrotti quando si era arrivati a soli 12 metri di altezza, quindi alla sola base della struttura. Nel 1958 anche questa venne demolità perché a rischio di crollo.

### Interno
L'interno è a navata unica con grandi cappelle laterali. Tutta la sala è ricca di decorazioni. Gli altari marmorei sono particolarmente pregiati, risalgono al XVII e al XVIII secolo e sono attribuiti alla bottega Sacchi.